# PGC 39841
LEDA/PGC 39841 (auch NGC 4288A) ist eine elliptische Galaxie vom Hubble-Typ E/S0 im Sternbild Jagdhunde am Nordsternhimmel. Sie ist schätzungsweise 314 Millionen Lichtjahre von der Milchstraße entfernt und hat einen Durchmesser von etwa 35.000 Lichtjahren. Gemeinsam mit NGC 4288 bildet sie das optische Galaxienpaar Holm 371.